# Eleazar Wheelock

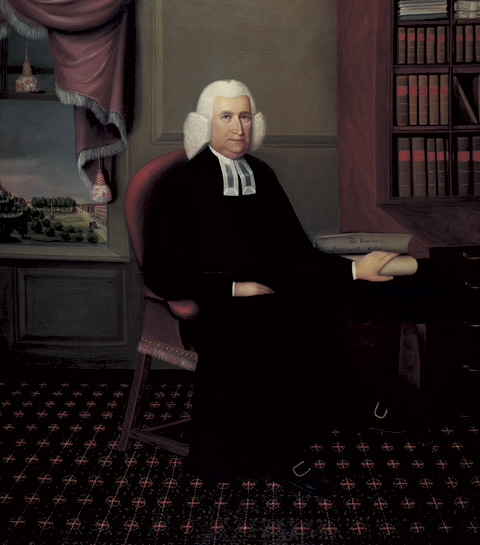
Eleazar Wheelock, Gemälde von Joseph Steward

Eleazar Wheelock (* 22. April 1711 in Windham, Connecticut; † 24. April 1779 in Hanover, New Hampshire) war ein amerikanischer kongregationalistischer Gemeindepfarrer, Redner, Erzieher und Gründer des Dartmouth College.

## Frühe Jahre
Der in Windham in Connecticut als Sohn von Ralph Wheelock und dessen Frau Ruth Huntington geborene Eleazar Wheelock schloss 1733 das Yale College ab, gewann den ersten Preis der Dean Berkeley Stiftung und blieb zum Theologiestudium in Yale, bis er im Februar 1735 als Pastor der Second Congregational Church in Lebanon in Connecticut angestellt wurde, wo er 35 Jahre blieb. 1735 heiratete er Sarah Davenport. Wheelock unterstützte begeistert das sich zu dieser Zeit in Neuengland ausbreitende Great Awakening und wurde einer ihrer bedeutendsten Befürworter in Connecticut und fungierte als Verkünder der Heilsnachrichten. Seine Predigten waren gut besucht und überaus populär. 1741 veröffentlichte er zur Beförderung der Erweckungsbewegung A Hundred more Sermons than there are Days in the Year (Hundert Predigten mehr als Tage im Jahr). Einige Zeitgenossen kritisierten, Wheelock würde mit seinen Predigten übermäßige Emotionen schüren und Sektierer ermuntern, eigene Erweckungsgemeinden zu bilden. 1743 verabschiedete Connecticut ein Gesetz, das die Aktivitäten der Bewegung einschränken sollte.

## Wheelocks Charity School
1743 nahm er einen Theologie-Studenten namens Samson Occom auf, einen zum Christentum konvertierten Mohegan, der die englische Sprache beherrschte. Die Ausbildung Occoms verlief äußerst erfolgreich, Occom wurde ein beliebter Seelsorger der Presbyterianischen Kirche und predigte vor indianischen und weißen Kirchenbesuchern. Dieser Erfolg ermutigte Wheelock, eine aus Spenden finanzierte Charity School („Wohltätigkeitsschule“) für indianische Jungen und Mädchen zu gründen, um sie einer religiösen Ausbildung nach englischem Vorbild zu unterziehen. Im Anschluss daran sollten sie zu ihrem Volk als Missionare zurückkehren. Die Mädchen wurden in Hauswirtschaft und englischer Sprache unterrichtet.
1754 stiftete Colonel Joshua More aus Mansfield, Connecticut, die notwendigen Mittel für ein Grundstück und zwei Schulgebäude und bis zum Jahr 1762 besuchten rund 20 indianische Jugendliche Wheelocks Schule, die Moor's Charity School. Wheelock sammelte weiterhin erfolgreich Spenden für sein Projekt und schickte 1765 Samson Occom und Nathaniel Whitaker nach Großbritannien, um Geldmittel zu beschaffen. Sie kamen nach zwei Jahren mit 12.000 Pfund zurück, wovon das meiste einem Kuratorium unter Vorsitz von William Legge, Earl of Dartmouth, zur treuhänderischen Verwaltung übergeben wurde.
In der Schule gab es allerdings Probleme. Ein Teil der indianischen Jugendlichen in Wheelocks Obhut erkrankte und starb, während weitere dem Alkohol verfielen oder aus anderen Gründen für den Missionsdienst ungeeignet waren. Inzwischen bemühte sich Wheelock, Land bei den Sechs Nationen im Bundesstaat New York zu erwerben. Nach dem Kongress von Fort Stanwix im Jahr 1768 verlor er den Enthusiasmus für die Charity school und seine indianischen Schützlinge. Darüber hinaus hatte er Ärger mit der Gemeinde in Lebanon, die sein Gehalt kürzen wollte.

## Dartmouth College
Wheelock setzte schließlich seinen Plan, die Schule zu erweitern und ein College für weiße Schüler anzugliedern, gegen das Kuratorium durch. Am 13. Dezember 1769 erhielt er eine Gründungsurkunde von König Georg III., die Eleazar Wheelock zum Gründer und ersten Präsidenten ernannte und ihm das Recht verlieh, seinen Nachfolger auszuwählen. Wheelock nannte die Hochschule nach dem Vorsitzenden des Kuratoriums Dartmouth College. Ein neuer Standort wurde in Hanover (damals Dresden) in New Hampshire gefunden. Nach seiner Kündigung verließ Wheelock die Gemeinde in Lebanon und kam mit seinen Helfern im August 1770 in Hanover an. Hier erwartete sie unberührte Wildnis; in den ersten Monaten wurden Bäume gefällt und provisorische Hütten für das College gebaut. Die Begleitumstände waren schwierig und der folgende erste Winter stellte harte Anforderungen an die Bewohner.
1771 fand die erste akademische Abschlussfeier in Dartmouth statt und vier Studenten empfingen ihr Diplom, darunter auch Wheelocks Sohn John. Dieser wurde später der zweite Präsident von Dartmouth. 1774 war das in England gesammelte Geld aufgebraucht und Dartmouth litt in Wheelocks verbleibender Amtszeit unter wachsenden Schulden. Der Amerikanische Unabhängigkeitskrieg traf die Charity school für Indianer besonders hart. Viele Stämme kämpften auf der Seite der Briten und schickten ihre Kinder nicht mehr zur Schule. Eine bemerkenswerte Ausnahme bildeten die Oneida, die treu zu den Amerikanern hielten und das Überleben der Schule zunächst sicherten.
1786 bekam das Dartmouth College rund 93 km² Land vom Parlament in Vermont bewilligt, annähernd das Gebiet der heutigen Stadt Wheelock in Vermont. In den ersten Jahren des 19. Jahrhunderts konnten die Schulden mit den Erträgen aus dieser Landschenkung allmählich abgebaut werden. In seinen letzten Lebensjahren litt Wheelock zunehmend unter Krankheiten, doch seine Pflichten als Kanzelredner, Erzieher und Präsident des Dartmouth College hat er nie vernachlässigt. Eleazar Wheelock starb während des Unabhängigkeitskrieges am 24. April 1779 und wurde in Hanover in New Hampshire beerdigt. Zu seinen wenigen Schriften gehört der Bericht über die Indianerschule in Lebanon (englisch: Narrative of the Indian School in Lebanon).
Teile der alten Moor's Indian Charity School in Lebanon sind noch erhalten. Das Gelände ist heute eine Historic Landmark in Columbia in Connecticut, wie Lebanon heute heißt. Der Ort Wheelock in Vermont wurde nach Eleazar Wheelock benannt.